# Pelletiera
Pelletiera es un género de plantas con flores con cuatro especies de arbustos pertenecientes a la antigua familia  Myrsinaceae, ahora subfamilia Myrsinoideae.

## Taxonomía
El género fue descrito por Augustin Saint-Hilaire y publicado en Mem. Mus. Hist. Nat. 9: 365. 1822. La especie tipo es: Pelletiera verna A.St.-Hil.
Etimología
Pelletiera: nombre genérico que fue otorgado en honor de Pierre Joseph Pelletier, naturalista y químico francés. 

## Especies seleccionadas
- Pelletiera serpyllifolia (Poir.) Kuntze
- Pelletiera trinum Pax
- Pelletiera verna A.St.-Hil.
- Pelletiera wildpretii Valdés